# Bathybates minor
Bathybates minor är en fiskart som beskrevs av Boulenger, 1906. Bathybates minor ingår i släktet Bathybates och familjen Cichlidae. IUCN kategoriserar arten globalt som livskraftig. Inga underarter finns listade.